# Marquardt-Gruppe
Unter Marquardt wird eine Gruppe von Unternehmen zusammengefasst, die als Automobilzulieferer
mechatronische Schalt- und Bedienelemente sowie Schalter für Hausgeräte und Elektrowerkzeuge herstellt. Der Stammsitz befindet sich in Rietheim-Weilheim.
Alle Unternehmen der Gruppe stehen unter einer einheitlichen Führung und verwenden im Außenauftritt dasselbe Logo und einen gemeinsamen Internetauftritt. Handelsrechtlich handelt es sich jedoch um Schwesterunternehmen. Auch wenn so der Eindruck erweckt wird, es würde sich um einen Konzern handeln, gibt es eine Konzernobergesellschaft nicht. Aus diesem Grund wird auch keine Konzernbilanz erstellt. Bei allen veröffentlichten Zahlen und Informationen handelt es sich um Eigenangaben.
Der „Konzern“ ist weltweit an 20 Standorten vertreten.
Die Unternehmen der Gruppe befinden sich im Besitz der Familie Marquardt.

## Geschichte
Das Unternehmen wurde 1925 als „Spezialfabrik für Elektrobedarf und Feinmechanik“ in Rietheim gegründet. Gründer waren der Kaufmann Johannes Marquardt (1885–1963) und der Techniker Johannes Marquardt (1889–1942). Trotz der Namensgleichheit waren beide nur weitläufig verwandt. Entwickelt wurden Einbauschalter für Elektrogeräte und Elektrowerkzeuge.

## Produkte
Der Geschäftsbereich „Automotive“ entwickelt und realisiert unter anderem Fahrberechtigungssysteme (wie Fahrberechtigung per Smartphone, elektronische Schlüssel und elektronische Zündstartschalter, Elektronische Lenkungsverriegelungen, Start-Stopp-Systeme), Bedienkomponenten (wie Sitzverstellschalter, Lichtdrehschalter, Tür- und Verdeckbedienfelder), Ultra-Wide-Band Communication (UWB) sowie dynamische Beleuchtungssysteme.
Der Geschäftsbereich „Mechatronic Devices“ entwickelt, produziert und vertreibt unter anderem Schaltsysteme für Elektrowerkzeuge, Sensoren, Systeme und Schalter für den Heimbereich und für Industrie- und Elektroanwendungen.
Der Geschäftsbereich „Power and Energy Solutions“ agiert seit 2021 im Bereich E-Mobilität und entwickelt, produziert und vertreibt Batteriemanagementsysteme von zwölf bis 800 Volt, Lade- und Wandlersysteme für batterieelektrische Fahrzeuge sowie Steuergeräte, Sensoren und elektromechanische Komponenten für Brennstoffzellenfahrzeuge.

## Standorte

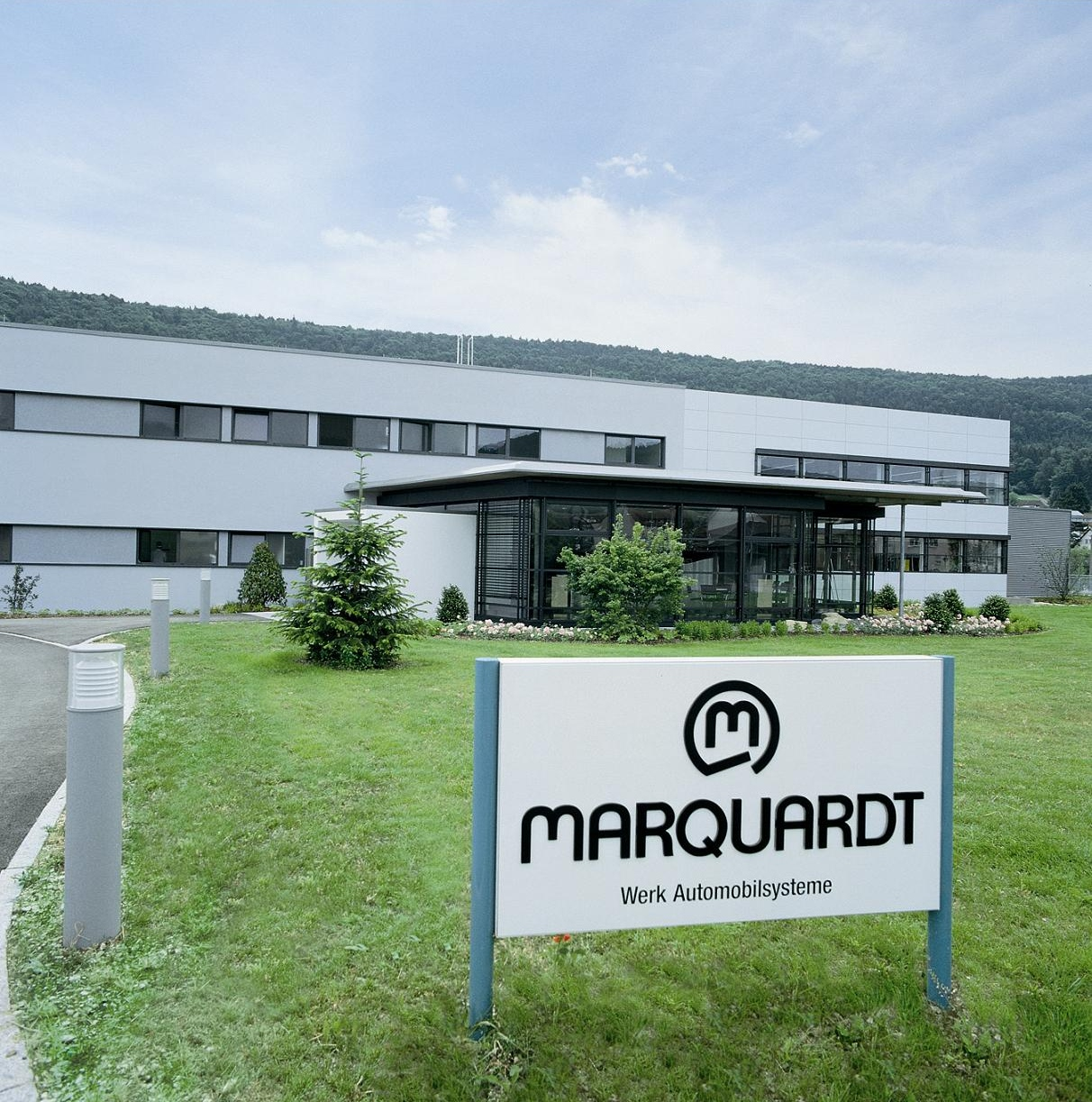
Rietheim-Weilheim, Werk für Automobilsysteme

Die Marquardt-Gruppe arbeitet insgesamt an 20 Standorten weltweit.

### Europa
- Rietheim-Weilheim, Firmenhauptsitz (Produktion, Vertrieb und Entwicklung)
- Böttingen (Produktion)
- Ichtershausen (Produktion)
- Trossingen (Labor zur Messung elektromagnetischer Verträglichkeit)
- Harrislee (Produktion, Vertrieb und Entwicklung)
- Sibiu, Rumänien (Produktion und Entwicklung)
- Lieusaint, Frankreich (Vertrieb und Entwicklung)
- Veles, Nordmazedonien (Produktion)
- Turin, Italien (Vertrieb)
- Warwick, Großbritannien (Vertrieb)

### Amerika
- Cazenovia, USA (Produktion, Vertrieb und Entwicklung)
- Rochester Hills, USA (Vertrieb und Entwicklung)
- Irapuato, Mexiko (Produktion)

### Afrika
- Tunis, Tunesien (Produktion)

### Asien
- Shanghai, China (Produktion, Vertrieb und Entwicklung)
- Weihai, China (Produktion)
- Mumbai, Indien (Produktion, Vertrieb und Entwicklung)
- Pune, Indien (Produktion, Vertrieb und Entwicklung)
- Seoul, Südkorea (Vertrieb)
- Tokio, Japan (Vertrieb)